# Sukcesja wtórna

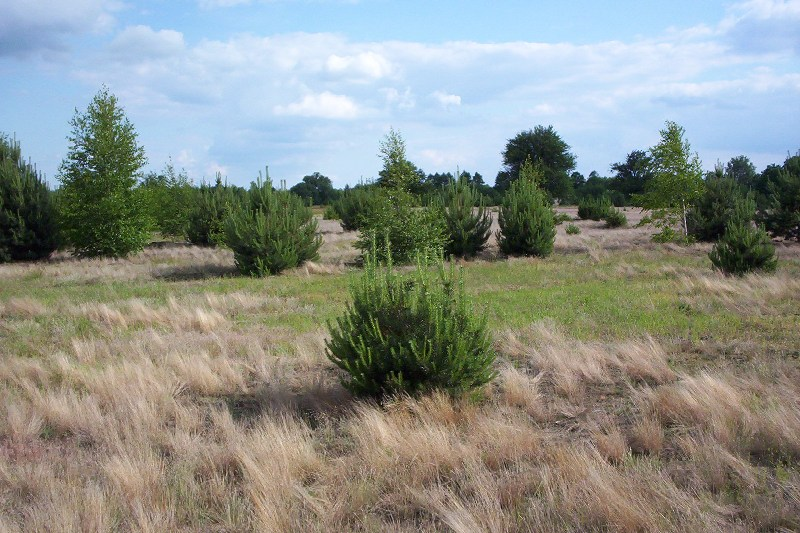
Na łąki i pola leżące odłogiem wkraczają drzewa

Sukcesja wtórna – sukcesja, której punktem wyjścia jest ekosystem zmieniony przez człowieka – np. półnaturalny albo sztuczny. W Polsce taką sukcesję najczęściej możemy zaobserwować na terenach porolnych, przede wszystkim polach i łąkach odłogowanych. Sukcesja wtórna zmierza do odtworzenia się naturalnego zbiorowiska charakterystycznego dla lokalnych warunków środowiskowych. Jej stadia są zazwyczaj nieco odmienne od występujących w trakcie sukcesji pierwotnej, inny jest bowiem jej punkt startowy. Sukcesja wtórna prowadzi do prawie całkowitego odtworzenia się ekosystemów o dość prostej strukturze – zarówno przestrzennej jak i pokarmowej. 
W większości przypadków jednak nie następuje całkowite odtworzenie się ekosystemu identycznego z tym przed zniszczeniem ponieważ:
- następuje nieodwracalna zmiana składu gatunkowego biocenozy wskutek wyginięcia pewnych gatunków albo wprowadzenia się nowych
- nastąpiła zmiana warunków środowiska fizykochemicznego wskutek  działalności człowieka
- ekosystem był bardzo złożony, wtedy w większości przypadków ekosystem się nie odtwarza